# Eva Dawes
Eva Dawes (Toronto, 17 de septiembre de 1912-30 de mayo de 2009) fue una atleta canadiense, especialista en la prueba de salto de altura en la que llegó a ser medallista de bronce olímpica en 1932.

## Carrera deportiva
En los JJ. OO. de Los Ángeles 1932 ganó la medalla de bronce en el salto de altura, saltando por encima de 1.60 metros, siendo superada por las estadounidenses Jean Shiley (oro) y Babe Didrikson, ambas con 1.65 metros.